# Darwinistisk dæmon
Den Darwinistiske dæmon er en hypotetisk organisme, der kan maksimere alle aspekter af tilpasning samtidigt og ville eksistere, hvis udviklingen i arter var helt ubegrænset. Den er opkaldt efter Charles Darwin. Sådanne organismer ville reproducere direkte efter at blive født, producere uendeligt mange afkom, og leve på ubestemt tid. Selvom sådanne organismer ikke findes, bruger biologer den darwinistiske dæmon i tankeeksperimenter til at forstå forskelle mellem livshistorie-strategier mellem forskellige organismer.

## Yderligere læsning
- Silvertown, J. W. (2005) Demons in Eden: The Paradox of Plant Diversity Chicago: University of Chicago Press